# James S. Levine
James S. Levine är en kompositör och medlem av Remote Control Productions (tidigare Media Ventures). Han har vunnit 7 BMI-priser och 7 ASCAP-priser.[källa behövs] Av hans arbete kan nämnas hans musik skriven till Running with Scissors, Delta Farce, The Weather Man och TV-serierna Nip/Tuck, Glee, The Closer, American Horror Story och The New Normal. Han har även bidragit med musik till filmer som Madagaskar, Pearl Harbor, och Something's Gotta Give.